# Kurt Rettkowski
Kurt Heinrich Rettkowski (Friemersheim, 23 januari 1949) is een Duits voormalig voetballer.
De centrale verdediger gold als een talent en werd door de toenmalige Bundesliga-club MSV Duisburg binnengehaald als de nieuwe Beckenbauer. Op 18-jarige leeftijd maakte Rettkowski zijn competitiedebuut als invaller in een uitwedstrijd bij Hamburger SV en veroverde uiteindelijk een vaste stek in de basiself als libero.
Na zes jaren in Duisburg maakte Rettkowski in 1973 de overstap naar het Belgische Sint-Truiden, dat aan het einde van het seizoen uit Eerste Klasse degradeerde. Eind februari 1975 volgde een transfer naar Go Ahead Eagles waar hij pas in zijn tweede seizoen, onder trainer Leo Beenhakker, uitgroeide tot basisspeler. 
In 1976 vertrok Rettkowski naar de kersverse eredivisionist FC VVV. Na degradatie van de Venlose club naar de eerste divisie in 1979 keerde hij terug naar zijn geboorteland.
Hij wist MSV Moers in 1980 niet te behouden voor de Oberliga Nordrhein. Het was de derde keer in zijn loopbaan dat Rettkowski een degradatie meemaakte. In 1986 sloot hij zijn carrière af bij SV Schwafheim.

## Clubcarrière
| Seizoen | Club              | Competitie    | Duels | Goals |
| ------- | ----------------- | ------------- | ----- | ----- |
| 1967/68 | MSV Duisburg      | Bundesliga    | 6     | 0     |
| 1968/69 | MSV Duisburg      | Bundesliga    | 15    | 1     |
| 1969/70 | MSV Duisburg      | Bundesliga    | 14    | 1     |
| 1970/71 | MSV Duisburg      | Bundesliga    | 33    | 2     |
| 1971/72 | MSV Duisburg      | Bundesliga    | 34    | 2     |
| 1972/73 | MSV Duisburg      | Bundesliga    | 29    | 1     |
| 1973/74 | STVV Sint-Truiden | Eerste klasse | 3     | 0     |
| 1974/75 | STVV Sint-Truiden | Tweede klasse | 0     | 0     |
| 1974/75 | Go Ahead Eagles   | Eredivisie    | 12    | 1     |
| 1975/76 | Go Ahead Eagles   | Eredivisie    | 29    | 1     |
| 1976/77 | FC VVV            | Eredivisie    | 33    | 1     |
| 1977/78 | FC VVV            | Eredivisie    | 20    | 0     |
| 1978/79 | FC VVV            | Eredivisie    | 11    | 0     |
| Totaal  | Totaal            | Totaal        | 239   | 10    |